# Karl Drechsler (Historiker)
Karl Drechsler (* 17. Oktober 1932 in Annaberg) ist ein deutscher Historiker. Er gehörte in der DDR zu den wenigen Historikern, die sich mit der Geschichte der USA beschäftigten. Er arbeitete unter anderem zur amerikanischen Außenpolitik seit Franklin Delano Roosevelt. Von 1986 bis 1990 amtierte er als Direktor des Instituts für Allgemeine Geschichte der Akademie der Wissenschaften der DDR.

## Leben und Wirken
Nach dem Abitur im Jahr 1951 studierte Drechsler zunächst vier Semester Evangelische Theologie an der Universität Halle. Aus „weltanschaulichen Gründen“ brach er das Studium ab und immatrikulierte sich für ein Studium der Geschichte. Er schloss es im Jahr 1956 als Diplom-Historiker ab. Anschließend wurde er wissenschaftlicher Assistent in der Abteilung Dokumente und Materialien zur Geschichte der deutschen Arbeiterbewegung am Institut für Geschichte der Deutschen Akademie der Wissenschaften zu Berlin, Außenstelle Halle.
Im April 1962 promovierte Drechsler an der Universität Halle bei Leo Stern und Heinz Tillmann über Die Beziehungen Hitlerdeutschlands zu China und Japan 1936–1939. 
Seit 1965 war er in Ost-Berlin als Leiter der Forschungsgruppe „Geschichte der imperialistischen Hauptländer“ am Zentralinstitut für Geschichte der Akademie der Wissenschaften der DDR (AdW) tätig. Im Dezember 1973 erfolgte seine Promotion B mit der Arbeit Untersuchungen zur Geschichte Deutschlands und der internationalen Beziehungen im Zweiten Weltkrieg. Im September 1976 wurde er zum Professor ernannt, danach war er bis Juni 1986 stellvertretender Direktor des Zentralinstituts für Geschichte der AdW. Er wirkte zwischen 1975 und 1985 an der Forschungs- und Editionsarbeit für das sechsbändige Werk Deutschland im zweiten Weltkrieg mit. Im Juli 1986 wurde er zum Direktor des Instituts für Allgemeine Geschichte der Akademie der Wissenschaften ernannt und hatte das Amt bis Juli 1990 inne.
Drechsler bat um Abberufung, nachdem er im Januar 1990 auf der Mitarbeitervollversammlung des Instituts für Allgemeine Geschichte die Vertrauensfrage gestellt hatte, und ihm das Vertrauen mehrheitlich nicht ausgesprochen worden war, blieb aber, auf Bitten des Akademiepräsidenten Werner Scheler, der auf das ohnehin bald anstehende Ende der Berufungszeit hinwies, im Amt.
Drechsler war Mitglied des Rates für USA-Forschung und dort Leiter der Kommission für Geschichte der USA, er war Mitglied des Rates für Geschichtswissenschaft, außerdem saß er im Nationalkomitee der Historiker der DDR.
Von 1988 bis 1990 war Drechsler Mitglied der Redaktionskollegien der Zeitschrift für Geschichtswissenschaft und des Jahrbuchs für Geschichte. Von Februar 1989 bis Februar 1990 war er Vizepräsident der Historiker-Gesellschaft der DDR. 
Nach Auflösung der Akademie der Wissenschaften der DDR trat er 1992 er in den Vorruhestand. Seitdem lebt Drechsler als freier Autor in Berlin.

## Auszeichnungen
- 1982 Vaterländischer Verdienstorden in Bronze

## Publikationen
- Deutschland-China-Japan, 1933–1939. Das Dilemma der deutschen Fernostpolitik. Akademie-Verlag, Berlin 1964.
- (Hrsg.): 1917 – 1945. Neue Probleme der Geschichte der deutschen Arbeiterbewegung in Forschung und Lehre ; [Protokoll der konstituierenden Tagung der Fachgruppe Geschichte der Neuesten Zeit 1917–1945 am 31. Okt. und 1. Nov. 1964 in Brandenburg (Havel)]. Akad.-Verl, Berlin 1965.
- (Hrsg.): Monopole und Staat in Deutschland. 1917 – 1945 ; Protokoll der 2. Tagung der Fachgruppe Geschichte der neuesten Zeit 1917–1945 am 20. und 21. März 1965 in Berlin im Rahmen des 3. Kongresses der Deutschen Historiker-Gesellschaft. Akad.-Verl, Berlin 1966.
- u. a. (Hrsg.): Deutschland von 1939 bis 1945. Deutschland während des zweiten Weltkrieges. 1. Auflage. Deutscher Verlag der Wissenschaften, Berlin 1969.
- mit Hans Dress, Gerhart Hass: Europapläne des deutschen Imperialismus im zweiten Weltkrieg. In: Zeitschrift für Geschichtswissenschaft. 19, Nr. 7 (1971), S. 916–931.
- Die Ost- und Südostasienpolitik Hitlerdeutschlands und das Bündnis mit Japan (1939–1943). Berlin 1972.
- et al.: Zwangsaussiedlung und Germanisierung in den Kriegszielplanungen der faschistischen deutschen Monopolbourgeoisie. In: Zeitschrift für Geschichtswissenschaft. 22, Nr. 2 (1974), S. 208–218.
- et al. (Hrsg.): Die USA und Europa 1917–1945. Studien zur Geschichte der Beziehungen zwischen den USA und Europa von der Großen Sozialistischen Oktoberrevolution bis zum Ende des Zweiten Weltkrieges. Akad.-Verl, Berlin 1975.
- mit Wolfgang Schumann, Gerhart Hass (Hrsg.): Deutschland im zweiten Weltkrieg. Akademie-Verlag/Pahl-Rugenstein, Berlin/Köln 1975–85, ISBN 978-3-7609-0573-0.
- (Hrsg.): Das Bündnis der Rivalen. Der Pakt Berlin – Tokio ; neue Dokumente zur Ost- u. Südostasienpolitik d. faschist. dt. Imperialismus im 2. Weltkrieg. Deutscher Verlag d. Wiss., VEB, Berlin 1978.
- Die USA zwischen Antihitlerkoalition und Kaltem Krieg. Akad.-Verl, Berlin 1986.
- (Hrsg.): Alternative concepts of United States foreign policy. 1943 – 1947 ; European and global aspects of postwar relations with the Soviet Union ; documents. Akad.-Verl, Berlin 1992, ISBN 3-05-001806-2.
- GegenSpieler. John F. Kennedy – Nikita Chruschtschow. Fischer-Taschenbuch-Verl, Frankfurt am Main 1999, ISBN 3-596-14158-3.
- Aus dem Erzgebirge nach New York, Moskau und Peking. Ernstes, Heiteres und Kurioses aus dem Leben eines Historikers oder wie meine Karriere als Geheimagent endete, bevor sie begann. 1. Auflage. trafo, Berlin 2011, ISBN 978-3-86465-003-1.
- Von Franklin D. Roosevelt zu Donald J. Trump 1932–2017. Präsidenten, Demokraten und Republikaner, Liberale und Konservative der USA. Berliner Wissenschafts-Verlag, Berlin 2018.
- Ein bizarres Jahr. Der Kampf um die USA. Von der Eröffnung der Impeachment-Verfahrens am 18. Dezember 2019 bis zur Präsidentschaftswahl am 3. November 2020. trafo Verlag, Berlin 2021.